# Rugby sevens nos Jogos Olímpicos de Verão de 2024 - Feminino
O torneio feminino de rugby sevens nos Jogos Olímpicos de Verão de 2024 foi realizado entre 28 e 30 de julho de 2024 e sediado no Stade de France, local que também serviu como estádio-sede da Copa do Mundo de Rugby de 2023. Doze equipes participaram do evento.

## Medalhistas
|  | NZL Nova Zelândia |  | CAN Canadá |  | USA Estados Unidos |
|  | Risi Pouri-Lane Jorja Miller Stacey Waaka Manaia Nuku Sarah Hirini Michaela Blyde Tyla King Mahina Paul Jazmin Felix-Hotham Theresa Setefano Portia Woodman-Wickliffe Alena Saili |  | Caroline Crossley Olivia Apps Alysha Corrigan Asia Hogan-Rochester Chloe Daniels Charity Williams Florence Symonds Carissa Norsten Krissy Scurfield Fancy Bermudez Piper Logan Keyara Wardley Taylor Perry Shalaya Valenzuela |  | Ariana Ramsey Ilona Maher Kayla Canett Sammy Sullivan Alev Kelter Lauren Doyle Naya Tapper Alex Sedrick Alena Olsen Stephanie Rovetti Sarah Levy Kristi Kirshe |

## Calendário
| FG | Fase de grupos | PC | Partidas de classificação | QF | Quartas de final | SF | Semifinais | B | Partida da medalha de bronze | F | Partida da medalha de ouro |

| M | Manhã | N | Noite |

| Feminino | FG | FG | FG | PC | QF | PC | SF | PC | B | F |

## Qualificação
Doze equipes se classificaram para o torneio feminino de rugby sevens:
| Método                                            | Data                                       | Local      | Vagas | Classificado   |
| ------------------------------------------------- | ------------------------------------------ | ---------- | ----- | -------------- |
| País-sede                                         | —                                          | —          | 1     | França         |
| Série Mundial de 2022–23                          | 4 de novembro de 2022 – 14 de maio de 2023 | Vários     | 4     | Nova Zelândia  |
| Série Mundial de 2022–23                          | 4 de novembro de 2022 – 14 de maio de 2023 | Vários     | 4     | Austrália      |
| Série Mundial de 2022–23                          | 4 de novembro de 2022 – 14 de maio de 2023 | Vários     | 4     | Estados Unidos |
| Série Mundial de 2022–23                          | 4 de novembro de 2022 – 14 de maio de 2023 | Vários     | 4     | Irlanda        |
| Torneio de Qualificação da América do Sul de 2023 | 17–18 de junho de 2023                     | Montevidéu | 1     | Brasil         |
| Campeonato da RAN de 2023                         | 19–20 de agosto de 2023                    | Langford   | 1     | Canadá         |
| Jogos Europeus de 2023                            | 25–27 de junho de 2023                     | Cracóvia   | 1     | Grã-Bretanha   |
| Campeonato Africano de 2023                       | 14–15 de outubro de 2023                   | Monastir   | 1     | África do Sul  |
| Campeonato da Oceania de 2023                     | 10–12 de novembro de 2023                  | Brisbane   | 1     | Fiji           |
| Torneio de Qualificação da Ásia de 2023           | 18–19 de novembro de 2023                  | Osaka      | 1     | Japão          |
| Torneio Final de Qualificação Olímpica de 2024    | 21–23 de junho de 2024                     | Mônaco     | 1     | China          |
| Total                                             | Total                                      | Total      | Total | 12             |

- Notas:

1. ↑  A Grã-Bretanha garantiu a classificação pela performance da Inglaterra, embora também pudesse selecionar jogadores da Escócia e do País de Gales para os Jogos Olímpicos.

## Formato
As doze equipes foram divididas em três grupos de quatro equipes cada para na fase inicial. Cada uma joga contra todas as demais equipes do grupo, totalizando três partidas. As duas primeiras colocadas de cada grupo, além das duas melhores terceiro colocadas no geral, avançam para a fase eliminatória, enquanto as demais equipes disputam jogos classificatórios do nono ao décimo segundo lugar. A fase eliminatória começa com as quartas de final e os vencedores avançam para as semifinais, enquanto os perdedores das quartas de final disputam a classificação do quinto ao oitavo lugar. Os dois vencedores das semifinais disputam a medalha de ouro, enquanto os dois perdedores disputam o bronze.

## Árbitros
O World Rugby anunciou os árbitros em 8 de maio de 2024.
- GBR Ben Breakspear
- HKG Craig Chan
- CAN Talal Chaudhry
- NZL Maggie Cogger-Orr
- JPN Ano Kuwai
- GER Maria Latos
- USA Cisco Lopez
- AUS Tyler Miller
- FIJ Lavenia Rawaca
- USA Kat Roche
- GBR George Selwood

## Fase de grupos
Todas as partidas seguem o fuso horário local (UTC+2).

### Grupo A
| Pos | Equipe        | Pts | J | V | E | D | PP  | PC | SP  | Classificado     |
| --- | ------------- | --- | - | - | - | - | --- | -- | --- | ---------------- |
| 1   | Nova Zelândia | 9   | 3 | 3 | 0 | 0 | 114 | 19 | +95 | Quartas de final |
| 2   | Canadá        | 7   | 3 | 2 | 0 | 1 | 50  | 64 | −14 | Quartas de final |
| 3   | China         | 5   | 3 | 1 | 0 | 2 | 62  | 81 | −19 | Quartas de final |
| 4   | Fiji          | 3   | 3 | 0 | 0 | 3 | 33  | 95 | −62 |                  |

| 28 julho 2024 17:30                                                               |           |                                                                         |                                                |
| Fiji                                                                              | 14–17     | Canadá                                                                  | Stade de France, Paris Árbitro: HKG Craig Chan |
| Tries: Rokotuisiga 9' c Likuceva 15' c Conv.: Naimasi (1/1) 9' Ulunisau (1/1) 15' | Relatório | Tries: Symonds 4' c Williams 6' m Wardley 12' m Conv.: Daniels (1/3) 5' | Stade de France, Paris Árbitro: HKG Craig Chan |

| 28 julho 2024 18:00 |           |                  |                                               |
| Nova Zelândia | 43–5      | China            | Stade de France, Paris Árbitro: JPN Ano Kuwai |
| Tries: Blyde (4) 2' m, 4' c, 6' m, 8' c Waaka (2) 7' m, 12' c Hirini 15' c Conv.: Pouri-Lane (2/5) 4', 9' King (2/2) 13', 15' | Relatório | Tries: Liu 11' m | Stade de France, Paris Árbitro: JPN Ano Kuwai |

| 28 julho 2024 21:00                                      |           | |                                                       |
| Fiji                                                     | 12–40     | China | Stade de France, Paris Árbitro: NZL Maggie Cogger-Orr |
| Tries: Nakoci 3' c Delaiwau 9' m Conv.: Naimasi (1/2) 3' | Relatório | Tries: Wang 1' m Yang 5' c Yan 7' c Chen 8' c Liu 11' c Dou 13' c Conv.: Gu (4/4) 5', 8', 9', 12' Chen (1/1) 13' | Stade de France, Paris Árbitro: NZL Maggie Cogger-Orr |

| 28 julho 2024 21:30 |           |                                                      |                                                    |
| Nova Zelândia | 33–7      | Canadá                                               | Stade de France, Paris Árbitro: GBR George Selwood |
| Tries: Miller (2) 2' c, 7' c Pouri-Lane 5' c Felix-Hotham 10' c Woodman-Wickliffe 13' c Conv.: King (3/4) 3', 8', 10' Nuku (1/1) 13' | Relatório | Tries: Williams 4' c Conv.: Hogan-Rochester (1/1) 4' | Stade de France, Paris Árbitro: GBR George Selwood |

| 29 julho 2024 16:00                                                                                 |           |                                                           |                                                  |
| Canadá                                                                                              | 26–17     | China                                                     | Stade de France, Paris Árbitro: GBR Finlay Brown |
| Tries: Williams (2) 5' c, 11' c Symonds 8' m Logan 14' m Conv.: Apps (1/1) 6' Daniels (2/3) 8', 11' | Relatório | Tries: Chen 3' c Liu 8' m Wang 17' m Conv.: Chen (1/2) 4' | Stade de France, Paris Árbitro: GBR Finlay Brown |

| 29 julho 2024 16:30 |           |                                               |                                               |
| Nova Zelândia | 38–7      | Fiji                                          | Stade de France, Paris Árbitro: USA Kat Roche |
| Tries: Miller 1' c Felix-Hotham 5' c Waaka (2) 7' c, 9' c Blyde 10' m Nuku 13' m Conv.: Pouri-Lane (4/4) 1', 5', 8', 10' | Relatório | Tries: Buleki 14' c Conv.: Ulunisau (1/1) 15' | Stade de France, Paris Árbitro: USA Kat Roche |

### Grupo B
| Pos | Equipe        | Pts | J | V | E | D | PP | PC | SP  | Classificado     |
| --- | ------------- | --- | - | - | - | - | -- | -- | --- | ---------------- |
| 1   | Austrália     | 9   | 3 | 3 | 0 | 0 | 89 | 24 | +65 | Quartas de final |
| 2   | Grã-Bretanha  | 7   | 3 | 2 | 0 | 1 | 52 | 65 | −13 | Quartas de final |
| 3   | Irlanda       | 5   | 3 | 1 | 0 | 2 | 64 | 40 | +24 | Quartas de final |
| 4   | África do Sul | 3   | 3 | 0 | 0 | 3 | 22 | 98 | −76 |                  |

| 28 julho 2024 15:30                                          |           |                                                                                    |                                               |
| Irlanda                                                      | 12–21     | Grã-Bretanha                                                                       | Stade de France, Paris Árbitro: USA Kat Roche |
| Tries: Murphy Crowe (2) 3' m, 10' c Conv.: Mulhall (1/2) 10' | Relatório | Tries: Norman-Bell 4' c Joyce 8' c Uren 10' c Conv.: Norman-Bell (3/3) 4', 8', 10' | Stade de France, Paris Árbitro: USA Kat Roche |

| 28 julho 2024 16:00                                                                           |           |                   |                                                    |
| Austrália                                                                                     | 34–5      | África do Sul     | Stade de France, Paris Árbitro: FIJ Lavenia Rawaca |
| Tries: M. Levi (4) 1' c, 6' c, 8' m, 10' m Nathan 4' m T. Levi 8' m Conv.: Hinds (2/6) 2', 7' | Relatório | Tries: Roos 16' m | Stade de France, Paris Árbitro: FIJ Lavenia Rawaca |

| 28 julho 2024 19:00 |           |               |                                                    |
| Irlanda | 38–0      | África do Sul | Stade de France, Paris Árbitro: CAN Talal Chaudhry |
| Tries: Parsons (2) 6' c, 12' c Murphy Crowe 8' c Flood 10' c Elmes Kinlan 14' m Higgins 15' m Conv.: Mulhall (1/1) 6' Flood (3/5) 9', 11', 12' | Relatório |               | Stade de France, Paris Árbitro: CAN Talal Chaudhry |

| 28 julho 2024 19:30 |           |                    |                                                 |
| Austrália | 36–5      | Grã-Bretanha       | Stade de France, Paris Árbitro: GER Maria Latos |
| Tries: M. Levi (3) 3' c, 7' m, 10' m Terita (2) 8' c, 10' c T. Levi 14' m Conv.: Hinds (2/3) 3', 10' T. Levi (1/3) 10' | Relatório | Tries: Cowell 2' m | Stade de France, Paris Árbitro: GER Maria Latos |

| 29 julho 2024 14:00                                                                               |           |                                                                             |                                                  |
| Grã-Bretanha                                                                                      | 26–17     | África do Sul                                                               | Stade de France, Paris Árbitro: AUS Tyler Miller |
| Tries: Crompton 8' c Norman-Bell 8' c Joyce (2) 11' m, 14' c Conv.: Norman-Bell (3/3) 8', 8', 15' | Relatório | Tries: Janse van Rensburg 1' c Roos 6' m Malinga 10' m Conv.: Roos (1/3) 1' | Stade de France, Paris Árbitro: AUS Tyler Miller |

| 29 julho 2024 14:30                                                                  |           |                                                             |                                                    |
| Austrália                                                                            | 19–14     | Irlanda                                                     | Stade de France, Paris Árbitro: GBR George Selwood |
| Tries: Nathan 1' c T. Levi 8' m M. Levi 9' c Conv.: T. Levi (1/2) 1' Hinds (1/1) 10' | Relatório | Tries: Higgins (2) 6' c, 14' c Conv.: Higgins (2/2) 6', 14' | Stade de France, Paris Árbitro: GBR George Selwood |

### Grupo C
| Pos | Equipe         | Pts | J | V | E | D | PP  | PC | SP  | Classificado     |
| --- | -------------- | --- | - | - | - | - | --- | -- | --- | ---------------- |
| 1   | França         | 9   | 3 | 3 | 0 | 0 | 106 | 14 | +92 | Quartas de final |
| 2   | Estados Unidos | 7   | 3 | 2 | 0 | 1 | 74  | 43 | +31 | Quartas de final |
| 3   | Japão          | 5   | 3 | 1 | 0 | 2 | 46  | 97 | −51 |                  |
| 4   | Brasil         | 3   | 3 | 0 | 0 | 3 | 17  | 89 | −72 |                  |

| 28 julho 2024 16:30                                                                                            |           |                                             |                                                    |
| Estados Unidos                                                                                                 | 36–7      | Japão                                       | Stade de France, Paris Árbitro: GBR George Selwood |
| Tries: Levy 3' m Kirshe (2) 4' c, 6' m Sullivan 8' m Maher 9' c Sedrick 12' c Conv.: Canett (3/6) 5', 10', 13' | Relatório | Tries: Mizutani 2' c Conv.: Utsumi (1/1) 2' | Stade de France, Paris Árbitro: GBR George Selwood |

| 28 julho 2024 17:00                                                                    |           |        |                                                 |
| França                                                                                 | 26–0      | Brasil | Stade de France, Paris Árbitro: USA Cisco Lopez |
| Tries: Grisez 3' c Pelle 5' c Okemba 11' c Jason 15' m Conv.: Drouin (3/4) 4', 5', 11' | Relatório |        | Stade de France, Paris Árbitro: USA Cisco Lopez |

| 28 julho 2024 20:00                                                                    |           |                          |                                                  |
| Estados Unidos                                                                         | 24–5      | Brasil                   | Stade de France, Paris Árbitro: AUS Tyler Miller |
| Tries: Kelter 1' m Sullivan 8' c Maher 11' m Sedrick 15' c Conv.: Kelter (2/3) 9', 15' | Relatório | Tries: Thalia Costa 6' m | Stade de France, Paris Árbitro: AUS Tyler Miller |

| 28 julho 2024 20:30 |           |       |                                                  |
| França | 49–0      | Japão | Stade de France, Paris Árbitro: GBR Finlay Brown |
| Tries: Jason (3) 1' c, 7' c, 9' c Grassineau 3' c Drouin 5' c Ciofani 10' c Jacquet 13' c Conv.: Drouin (6/6) 2', 4', 5', 8', 9', 10' Yengo (1/1) 13' | Relatório |       | Stade de France, Paris Árbitro: GBR Finlay Brown |

| 29 julho 2024 15:00 |           |                                                                  |                                                       |
| Japão | 39–12     | Brasil                                                           | Stade de France, Paris Árbitro: NZL Maggie Cogger-Orr |
| Tries: Tsutsumi (2) 1' c, 10' m Saegusa 4' c Utsumi 6' m Kajiki 6' m, 9' m Tanaka 14' m Conv.: Nishi (1/2) 1' Tsutsumi (1/1) 5' | Relatório | Tries: Thalita Costa 7' m Lima 13' c Conv.: Fioravanti (1/1) 13' | Stade de France, Paris Árbitro: NZL Maggie Cogger-Orr |

| 29 julho 2024 15:30                                                                             |           |                                                                       |                                                |
| França                                                                                          | 31–14     | Estados Unidos                                                        | Stade de France, Paris Árbitro: HKG Craig Chan |
| Tries: Okemba (4) 7', 8', 9' c, 14' c Jacquet 11' c Conv.: Drouin (2/4) 9', 11' Yengo (1/1) 15' | Relatório | Tries: Maher 3' c Tapper 13' c Conv.: Canett (1/1) 3' Olsen (1/1) 13' | Stade de France, Paris Árbitro: HKG Craig Chan |

### Melhores terceiro colocados
| Pos | Grp | Equipe  | Pts | J | V | E | D | PP | PC | SP  | Classificado     |
| --- | --- | ------- | --- | - | - | - | - | -- | -- | --- | ---------------- |
| 1   | B   | China   | 5   | 3 | 1 | 0 | 2 | 64 | 40 | +24 | Quartas de final |
| 2   | A   | Irlanda | 5   | 3 | 1 | 0 | 2 | 62 | 81 | −19 | Quartas de final |
| 3   | C   | Japão   | 5   | 3 | 1 | 0 | 2 | 46 | 97 | −51 |                  |

## Fase final
|  | Quartas de final | Quartas de final |               |           | Semifinal           | Semifinal           |  |  | Final       | Final |
|  |                  |                  |               |           |                     |                     |  |  |             |       |
|  | 29 de julho      |                  |               |           |                     |                     |  |  |             |       |
|  |                  |                  |               |           |                     |                     |  |  |             |       |
|  | Nova Zelândia    | 55               |               |           |                     |                     |  |  |             |       |
|  | Nova Zelândia    | 55               | 30 de julho   |           |                     |                     |  |  |             |       |
|  | China            | 5                |               |           |                     |                     |  |  |             |       |
|  | China            | 5                | Nova Zelândia | 24        |                     |                     |  |  |             |       |
|  | 29 de julho      |                  | Nova Zelândia | 24        |                     |                     |  |  |             |       |
|  |                  | Estados Unidos   | 12            |           |                     |                     |  |  |             |       |
|  | Grã-Bretanha     | Estados Unidos   | 12            | 7         |                     |                     |  |  |             |       |
|  | Grã-Bretanha     |                  | 30 de julho   | 7         |                     |                     |  |  |             |       |
|  | Estados Unidos   | 17               |               |           |                     |                     |  |  |             |       |
|  | Estados Unidos   | 17               | Nova Zelândia | 19        |                     |                     |  |  |             |       |
|  | 29 de julho      |                  | Nova Zelândia | 19        |                     |                     |  |  |             |       |
|  |                  | Canadá           | 12            |           |                     |                     |  |  |             |       |
|  | França           | Canadá           | 12            | 14        |                     |                     |  |  |             |       |
|  | França           | 30 de julho      |               | 14        |                     |                     |  |  |             |       |
|  | Canadá           | 19               |               |           |                     |                     |  |  |             |       |
|  | Canadá           | 19               | Canadá        | 21        | Disputa pelo bronze | Disputa pelo bronze |  |  |             |       |
|  | 29 de julho      |                  | Canadá        | 21        | Disputa pelo bronze | Disputa pelo bronze |  |  |             |       |
|  |                  | Austrália        | 12            |           |                     |                     |  |  |             |       |
|  | Austrália        | Austrália        | 12            | 40        | Estados Unidos      | 14                  |  |  |             |       |
|  | Austrália        |                  |               | 40        | Estados Unidos      | 14                  |  |  |             |       |
|  | Irlanda          | 7                |               | Austrália | 12                  |                     |  |  |             |       |
|  | Irlanda          | 7                |               |           | 12                  |                     |  |  |             |       |
|  |                  |                  |               |           |                     |                     |  |  | 30 de julho |       |
|  |                  |                  |               |           |                     |                     |  |  |             |       |

|  | Classificação 5–8 | Classificação 5–8 |    |              | Disputa pelo 5º lugar | Disputa pelo 5º lugar |  |
|  |                   |                   |    |              |                       |                       |  |
|  | 30 de julho       |                   |    |              |                       |                       |  |
|  | China             | 19                |    |              |                       |                       |  |
|  | Grã-Bretanha      | 15                |    |              |                       |                       |  |
|  |                   |                   |    |              |                       |                       |  |
|  |                   |                   |    |              | 30 de julho           |                       |  |
|  |                   |                   |    |              | China                 | 7                     |  |
|  |                   | França            | 21 |              |                       |                       |  |
|  |                   |                   |    |              |                       |                       |  |
|  |                   |                   |    |              |                       |                       |  |
|  |                   |                   |    |              | Disputa pelo 7º lugar |                       |  |
|  | 30 de julho       | 30 de julho       |    | 30 de julho  | 30 de julho           |                       |  |
|  | França            | 19                |    | Grã-Bretanha | 28                    |                       |  |
|  | Irlanda           | 7                 |    |              | Irlanda               | 12                    |  |

|  | Classificação 9–12 | Classificação 9–12 |   |               | Disputa pelo 9º lugar  | Disputa pelo 9º lugar |  |
|  |                    |                    |   |               |                        |                       |  |
|  | 29 de julho        |                    |   |               |                        |                       |  |
|  | Japão              | 15                 |   |               |                        |                       |  |
|  | África do Sul      | 12                 |   |               |                        |                       |  |
|  |                    |                    |   |               |                        |                       |  |
|  |                    |                    |   |               | 30 de julho            |                       |  |
|  |                    |                    |   |               | Japão                  | 38                    |  |
|  |                    | Brasil             | 7 |               |                        |                       |  |
|  |                    |                    |   |               |                        |                       |  |
|  |                    |                    |   |               |                        |                       |  |
|  |                    |                    |   |               | Disputa pelo 11º lugar |                       |  |
|  | 29 de julho        | 29 de julho        |   | 30 de julho   | 30 de julho            |                       |  |
|  | Fiji               | 22                 |   | África do Sul | 21                     |                       |  |
|  | Brasil             | 28                 |   |               | Fiji                   | 15                    |  |

### Classificação 9º–12º lugar
| 29 julho 2024 20:00                  |           |                                                             |                                                 |
| Japão                                | 15–12     | África do Sul                                               | Stade de France, Paris Árbitro: USA Cisco Lopez |
| Tries: Hara 4' m Kajiki 12' m, 14' m | Relatório | Tries: Janse van Rensburg 1' m Roos 7' Conv.: Roos (1/2) 8' | Stade de France, Paris Árbitro: USA Cisco Lopez |

| 29 julho 2024 20:30                                                                            |           |                                                                                                 |                                                    |
| Fiji                                                                                           | 22–28     | Brasil                                                                                          | Stade de France, Paris Árbitro: CAN Talal Chaudhry |
| Tries: Buleki 2' m Naimasi (2) 4' m, 13' c Likuceva 11' m Jason 15' m Conv.: Naimasi (1/2) 13' | Relatório | Tries: Lima (2) 1' c, 8' c Thalia Costa 6' c Soares 15' c Conv.: Kochhann (4/4) 1', 6', 8', 15' | Stade de France, Paris Árbitro: CAN Talal Chaudhry |

### Quartas de final
| 29 julho 2024 21:00 |           |                 |                                                  |
| Nova Zelândia | 55–5      | China           | Stade de France, Paris Árbitro: AUS Tyler Miller |
| Tries: Hirini (2) 1' c, 14' c Felix-Hotham (2) 6' c, 11' m Blyde (2) 7' m, 8' c Woodman-Wickliffe 8' m Paul (2) 12' c, 15' m Conv.: Pouri-Lane (2/4) 1', 6' King (3/5) 9', 13', 14' | Relatório | Tries: Dou 4' m | Stade de France, Paris Árbitro: AUS Tyler Miller |

| 29 julho 2024 21:30                         |           |                                                                      |                                                       |
| Grã-Bretanha                                | 7–17      | Estados Unidos                                                       | Stade de France, Paris Árbitro: NZL Maggie Cogger-Orr |
| Tries: Boatman 2' c Conv.: Thomson (1/1) 2' | Relatório | Tries: Tapper 6' m Kirshe 8' c Sullivan 11' m Conv.: Canett (1/1) 8' | Stade de France, Paris Árbitro: NZL Maggie Cogger-Orr |

| 29 julho 2024 22:00                                    |           |                                                                                   |                                               |
| França                                                 | 14–19     | Canadá                                                                            | Stade de France, Paris Árbitro: USA Kat Roche |
| Tries: Jason 8' c Yengo 8' c Conv.: Yengo (2/2) 8', 9' | Relatório | Tries: Logan (2) 4' c, 11' c Daniels 14' m Conv.: Daniels (1/2) 4' Apps (1/1) 11' | Stade de France, Paris Árbitro: USA Kat Roche |

| 29 julho 2024 22:30 |           |                                            |                                                  |
| Austrália | 40–7      | Irlanda                                    | Stade de France, Paris Árbitro: NZL Finlay Brown |
| Tries: M. Levi (3) 1' m, 4' c, 6' c Nathan 7' c Nasser 9' c Terita 14' c Conv.: Hinds (4/5) 4', 6', 7', 9' Du Toit (1/1) 15' | Relatório | Tries: Flood 7' c Conv.: Higgins (1/1) 12' | Stade de France, Paris Árbitro: NZL Finlay Brown |

### Classificação 5º–8º lugar
| 30 julho 2024 14:30                                                       |           |                                              |                                                 |
| China                                                                     | 19–15     | Grã-Bretanha                                 | Stade de France, Paris Árbitro: USA Cisco Lopez |
| Tries: Chen 3' c Yang 6' c Hu 16' m Conv.: Chen (1/1) 4',', ' Gu (1/2) 7' | Relatório | Tries: Kildunne 2' m Joyce 8' m Boatman 9' m | Stade de France, Paris Árbitro: USA Cisco Lopez |

| 30 julho 2024 15:00                                                            |           |                                             |                                                       |
| França                                                                         | 19–7      | Irlanda                                     | Stade de France, Paris Árbitro: NZL Maggie Cogger-Orr |
| Tries: Okemba 9' c, 14' m Neisen 11' c Conv.: Drouin (2/2) 9', 12' Yengo (0/1) | Relatório | Tries: Higgins 6' c Conv.: Higgins (1/1) 6' | Stade de France, Paris Árbitro: NZL Maggie Cogger-Orr |

### Semifinal
| 30 julho 2024 15:30                                                                          |           |                                                            |                                                |
| Nova Zelândia                                                                                | 24–12     | Estados Unidos                                             | Stade de France, Paris Árbitro: HKG Craig Chan |
| Tries: Waaka (2) 5' c, 8' m Blyde (2) 11' c, 13' m Conv.: Pouri-Lane (1/1) 6' King (1/3) 11' | Relatório | Tries: Kelter (2) 3' m Kirshe 15' c Conv.: Olsen (1/1) 16' | Stade de France, Paris Árbitro: HKG Craig Chan |

| 30 julho 2024 16:00                                                                   |           |                                                     |                                                    |
| Canadá                                                                                | 21–12     | Austrália                                           | Stade de France, Paris Árbitro: GBR George Selwood |
| Tries: Williams 8' c Hogan-Rochester 10' c Logan 13' c Conv.: Apps (3/3) 8', 10', 13' | Relatório | Tries: M. Levi 1' c Paki 4' m Conv.: Hinds (1/2) 2' | Stade de France, Paris Árbitro: GBR George Selwood |

### Disputa pelo décimo primeiro lugar
| 30 julho 2024 16:30                                                 |           |                                                 |                                               |
| África do Sul                                                       | 21–15     | Fiji                                            | Stade de France, Paris Árbitro: JPN Ano Kuwai |
| Tries: Roos (2) 1' c, 4' c Mpupha 9' c Conv.: Roos (3/3) 2', 4', 9' | Relatório | Tries: Lomani 11' m Ditavutu 12' m Wilson 15' m | Stade de France, Paris Árbitro: JPN Ano Kuwai |

### Disputa pelo nono lugar
| 30 julho 2024 17:00 |           |                                               |                                                    |
| Japão | 38–7      | Brasil                                        | Stade de France, Paris Árbitro: FIJ Lavenia Rawaca |
| Tries: Kajiki 1' c Utsumi 3' c Ohtani 6' m Hirano 10' c Matsuda 13' c Tanaka 14' m Conv.: Utsumi (2/3) 1', 3' Hirano (1/1) 10' Nishi (1/2) 13' | Relatório | Tries: Soares 16' c Conv.: Kochhann (1/1) 16' | Stade de France, Paris Árbitro: FIJ Lavenia Rawaca |

### Disputa pelo sétimo lugar
| 30 julho 2024 18:00                                                                                                 |           |                                                      |                                                  |
| Grã-Bretanha | 28–12     | Irlanda                                              | Stade de France, Paris Árbitro: AUS Tyler Miller |
| Tries: Jones (2) 2' c, 9' c Shekells 7' c Cowell 9' c Conv.: Jones (1/1) 3' Uren (2/2) 7', 16' Norman-Bell (1/1) 9' | Relatório | Tries: Burns 5' m Boles 10' c Conv.: Flood (1/1) 14' | Stade de France, Paris Árbitro: AUS Tyler Miller |

### Disputa pelo quinto lugar
| 30 julho 2024 18:30                   |           |                                                                                    |                                                 |
| China                                 | 7–21      | França                                                                             | Stade de France, Paris Árbitro: GER Maria Latos |
| Tries: Liu 11' c Conv.: Dou (1/1) 11' | Relatório | Tries: Yengo 5' c Noel 9' c Pelle 12' c Conv.: Yengo (1/1) 5' Drouin (2/2) 9', 13' | Stade de France, Paris Árbitro: GER Maria Latos |

### Disputa pelo bronze
| 30 julho 2024 19:00                                          |           |                                                      |                                               |
| Estados Unidos                                               | 14–12     | Austrália                                            | Stade de France, Paris Árbitro: HKG Craig Cha |
| Tries: Kelter 6' c Sedrick 15' c Conv.: Kelter (2/2) 7', 15' | Relatório | Tries: M. Levi (2) 2' c, 13' m Conv.: Hinds (1/2) 2' | Stade de France, Paris Árbitro: HKG Craig Cha |

### Final
| 30 julho 2024 19:45                                                                             |           |                                                           |                                               |
| Nova Zelândia                                                                                   | 19–12     | Canadá                                                    | Stade de France, Paris Árbitro: USA Kat Roche |
| Tries: Pouri-Lane 1' c Blyde 7' c Waaka 12' m Conv.: Pouri-Lane (1/1) 1' c Nathan-Wong (1/2) 7' | Relatório | Tries: Daniels 6' c Corrigan 7' m Conv.: Daniels (1/2) 6' | Stade de France, Paris Árbitro: USA Kat Roche |

## Classificação final
| Pos.              | Equipe             | Jogos | Pontos | Méd. pts. | Tries | Méd. tries |
| ----------------- | ------------------ | ----- | ------ | --------- | ----- | ---------- |
| Medalha de ouro   | NZL Nova Zelândia  | 6     | 212    | 35.33     | 34    | 5.66       |
| Medalha de prata  | CAN Canadá         | 6     | 102    | 17.00     | 16    | 2.66       |
| Medalha de bronze | USA Estados Unidos | 6     | 117    | 19.50     | 19    | 3.16       |
| 4                 | AUS Austrália      | 6     | 153    | 25.50     | 25    | 4.16       |
| 5                 | FRA França         | 6     | 160    | 26.66     | 24    | 4.00       |
| 6                 | CHN China          | 6     | 93     | 15.50     | 15    | 2.50       |
| 7                 | GBR Grã-Bretanha   | 6     | 102    | 17.00     | 16    | 2.66       |
| 8                 | IRL Irlanda        | 6     | 90     | 15.00     | 14    | 2.33       |
| 9                 | JPN Japão          | 5     | 99     | 19.80     | 17    | 3.40       |
| 10                | BRA Brasil         | 5     | 52     | 10.40     | 8     | 1.60       |
| 11                | RSA África do Sul  | 5     | 55     | 11.00     | 9     | 1.80       |
| 12                | FIJ Fiji           | 5     | 70     | 14.00     | 12    | 2.40       |